# Världsmästerskapen i bordtennis 1959
Världsmästerskapen i bordtennis 1959 spelades i Dortmund under perioden 27 mars-5 april 1959.

## Medaljörer

### Lag
| Disciplin            | Guld                                                             | Silver                                                                         | Brons                                                                  |
| Herrarnas lagtävling | Japan Nobuya Hoshino Teruo Murakami Seiji Narita Ichiro Ogimura  | Ungern Zoltán Berczik Zoltan Bubonyi Laszlo Foldy Laszlo Pignitsky Ferenc Sidó | Kina Jiang Yongning Rong Guotuan Wang Chuanyao Xu Yinsheng Yang Ruihua |
| Herrarnas lagtävling | Japan Nobuya Hoshino Teruo Murakami Seiji Narita Ichiro Ogimura  | Ungern Zoltán Berczik Zoltan Bubonyi Laszlo Foldy Laszlo Pignitsky Ferenc Sidó | Sydvietnam Le Van Tiet Mai Van Hoa Tran Canh Duoc Tran Van Lieu        |
| Damernas lagtävling  | Japan Fujie Eguchi Kimiyo Matsuzaki Taeko Namba Kazuko Yamaizumi | Sydkorea Cho Kyung-Cha Choi Kyong-Ja Hwang Yool-Ja Lee Chong-Hi                | Kina Qiu Zhonghui Sun Meiying Ye Peiqiong                              |

### Individuellt
| Disciplin   | Guld                          | Silver                             | Brons                         |
| Herrsingel  | Rong Guotuan                  | Ferenc Sidó                        | Richard Miles                 |
| Herrsingel  | Rong Guotuan                  | Ferenc Sidó                        | Ichiro Ogimura                |
| Damsingel   | Kimiyo Matsuzaki              | Fujie Eguchi                       | Qiu Zhonghui                  |
| Damsingel   | Kimiyo Matsuzaki              | Fujie Eguchi                       | Éva Kóczián                   |
| Herrdubbel  | Teruo Murakami Ichiro Ogimura | Ladislav Štípek Ludvik Vyhnanovsky | Zoltán Berczik Laszlo Foldy   |
| Herrdubbel  | Teruo Murakami Ichiro Ogimura | Ladislav Štípek Ludvik Vyhnanovsky | Hans Alsér Åke Rakell         |
| Damdubbel   | Taeko Namba Kazuko Yamaizumi  | Fujie Eguchi Kimiyo Matsuzaki      | Ann Haydon Diane Rowe         |
| Damdubbel   | Taeko Namba Kazuko Yamaizumi  | Fujie Eguchi Kimiyo Matsuzaki      | Qiu Zhonghui Sun Meiying      |
| Mixeddubbel | Ichiro Ogimura Fujie Eguchi   | Teruo Murakami Kimiyo Matsuzaki    | Wang Chuanyao Sun Meiying     |
| Mixeddubbel | Ichiro Ogimura Fujie Eguchi   | Teruo Murakami Kimiyo Matsuzaki    | Zoltán Berczik Gizella Lantos |

### Fotnoter
1. ↑  ”World Championships Results”. ITTF Museum. Arkiverad från originalet den 11 maj 2012. https://web.archive.org/web/20120511103023/http://www.ittf.com/museum/results/WorldChresults.html. Läst 7 april 2012.
2. ↑  ”ITTF Statistics”. ittf.com. Arkiverad från originalet den 4 mars 2016. https://web.archive.org/web/20160304223358/http://www.ittf.com/ittf_stats/All_events4.asp?Competition_ID=31. Läst 7 april 2012.